# Piet Oudolf
Piet Oudolf (Haarlem, 27 ottobre 1944) è un designer e scrittore olandese.

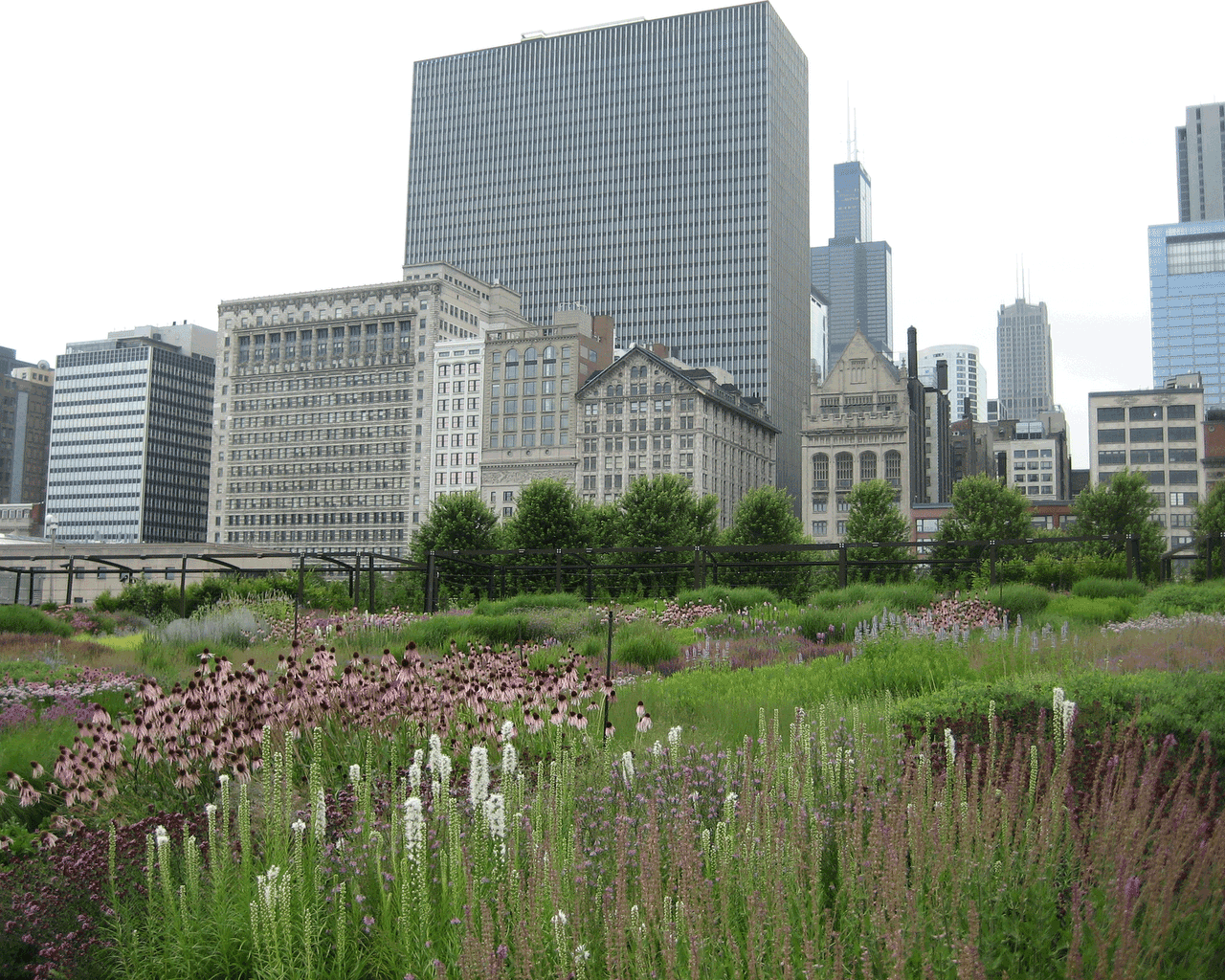
Il lavoro di Oudolf e Gustafson nel Lurie Garden del Chicago Millennium Park

È una delle figure più importanti del movimento New Perennial. I suoi progetti e le sue composizioni paesaggistiche impiegano, in modo audace, banchi di piante perenni e piante erbacee, che sono selezionate quantomeno per la loro struttura e il colore dei loro fiori.

## Filosofia dei progetti
Utilizzando in maniera prevalente varietà di piante perenni, Oudolf adotta una filosofia progettuale del paesaggio di tipo naturalistico. Prendendo ispirazione dalla progettazione architettonica, Oudolf attribuisce maggiore rilevanza al ciclo di vita stagionale di una pianta, piuttosto che alle sue caratteristiche ornamentali, come i fiori o i colori. La sua attenzione si concentra in modo prevalente sulle qualità strutturali della pianta, quali la forma delle foglie o quella del baccello dei semi, visibili nel momento antecedente e seguente alla fioritura. È lui che spiega: "Trovo un giardino emozionante quando mantiene la sua bellezza durante tutto l'anno, non solo in un momento specifico. Voglio uscire fuori e trovarlo interessante con qualsiasi condizione meteorologica, ad inizio primavera e in autunno avanzato."
La caratteristica fondamentale dei progetti di Oudolf è la robustezza delle piante perenni dopo la posa a dimora, per questo utilizza in modo particolare specie longeve e che sviluppano un apparato radicale. Ne risultano aree verdi che mantengono la forma pianificata per anni dopo la posa, e che si discostano poco dai progetti disegnati a mano da Oudolf.
L'approccio complessivo di Oudolf sulla messa in posa si è evoluto dagli anni '80, quando insieme alla moglie Anja aprirono il vivaio a Hummelo nel Gelderland. I suoi progetti iniziali con le piante perenni erano caratterizzati da raggruppamenti per blocchi, assortiti in base alla struttura e all'aspetto. Più di recente, nei giardini di Oudolf sono state sperimentate varie metodologie, che, in generale, tendono ad essere più naturalistiche, spesso attraverso l'uso di combinazioni di specie. Il cambio di stile è stato definito come il passaggio da un punto di vista pittorico ad uno ecologico. Tale stile è stato incorporato in un'opera pubblica di Oudolf per la prima volta nel 2004, in una sezione del Lurie Garden di Chicago. Lo stesso stile è visibile nel progetto New York High Line.

## Progetti

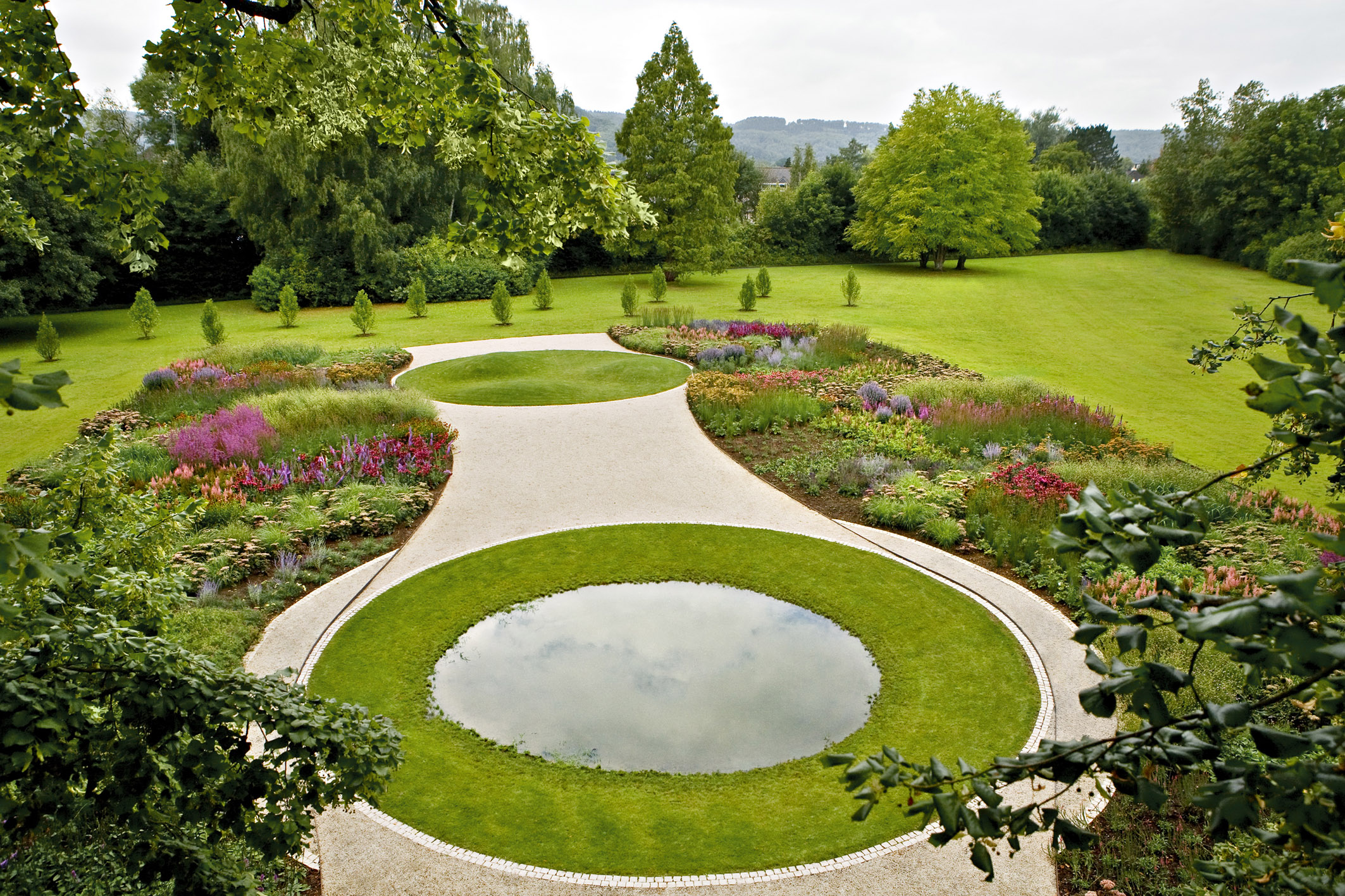
Sezioni del Kurpark Bad Driburg, Germania

- Giardino, vicino al Vitra Design Museum (2021)
- Oudolf Garden Detroit nel Belle Isle Park (Michigan, USA, 2020)
- Giardino Prateria, Delaware Botanic Gardens (Dagsboro, Delaware, USA, 2019)
- Parco Biblioteca degli Alberi (Milano, 2018)
- Giardino Scultura Singer Laren (Laren, Paesi Bassi, 2018)[8]
- Vlinderhof (Leidsche Rijn, Paesi Bassi, 2014)[9]
- Hauser &amp; Wirth (Bruton Somerset, Inghilterra, 2013)[10]
- Serpentine Gallery, giardino interno (Londra, Inghilterra, 2011 con Peter Zumthor)[11]
- High Line (New York City, 2006)
- Toronto Botanical Garden Percorso di ingresso al giardino (Toronto, 2006)[12]
- Trentham Estate (Trentham, Stoke-On-Trent, 2004)[13]
- Battery Park (New York City, 2003)
- Lurie Garden, Millennium Park (Chicago, 2003 con Kathryn Gustafson e Shannon Nichol)
- Scampston Hall (Inghilterra, 2002-2003)
- ABN Amro Bank (Paesi Bassi, 2000)
- Hoogeland (Paesi Bassi, 2001)
- Millennium Garden nella Riserva Naturale di Pensthorpe
- Country Cork Garden, Repubblica d'Irlanda
- Parti di Kurpark Bad Driburg, Germania
- Parco comunale di Enköping, Svezia.

Il suo giardino privato, che si trova a Hummelo vicino ad Arnhem nei Paesi Bassi, è stato creato nel 1982. Ha attraversato numerosi mutamenti, i quali sono stati una conseguenza della costante evoluzione di Oudolf come paesaggista. All'inizio, il giardino era stato concepito con una serie di siepi di tasso (Taxus baccata) e blocchi, un riflesso dello stile architettonico adottato da Oudolf e influenzato in modo considerevole da Mien Ruys, il designer che si era imposto nella progettazione paesaggistica olandese nel periodo del dopoguerra. 

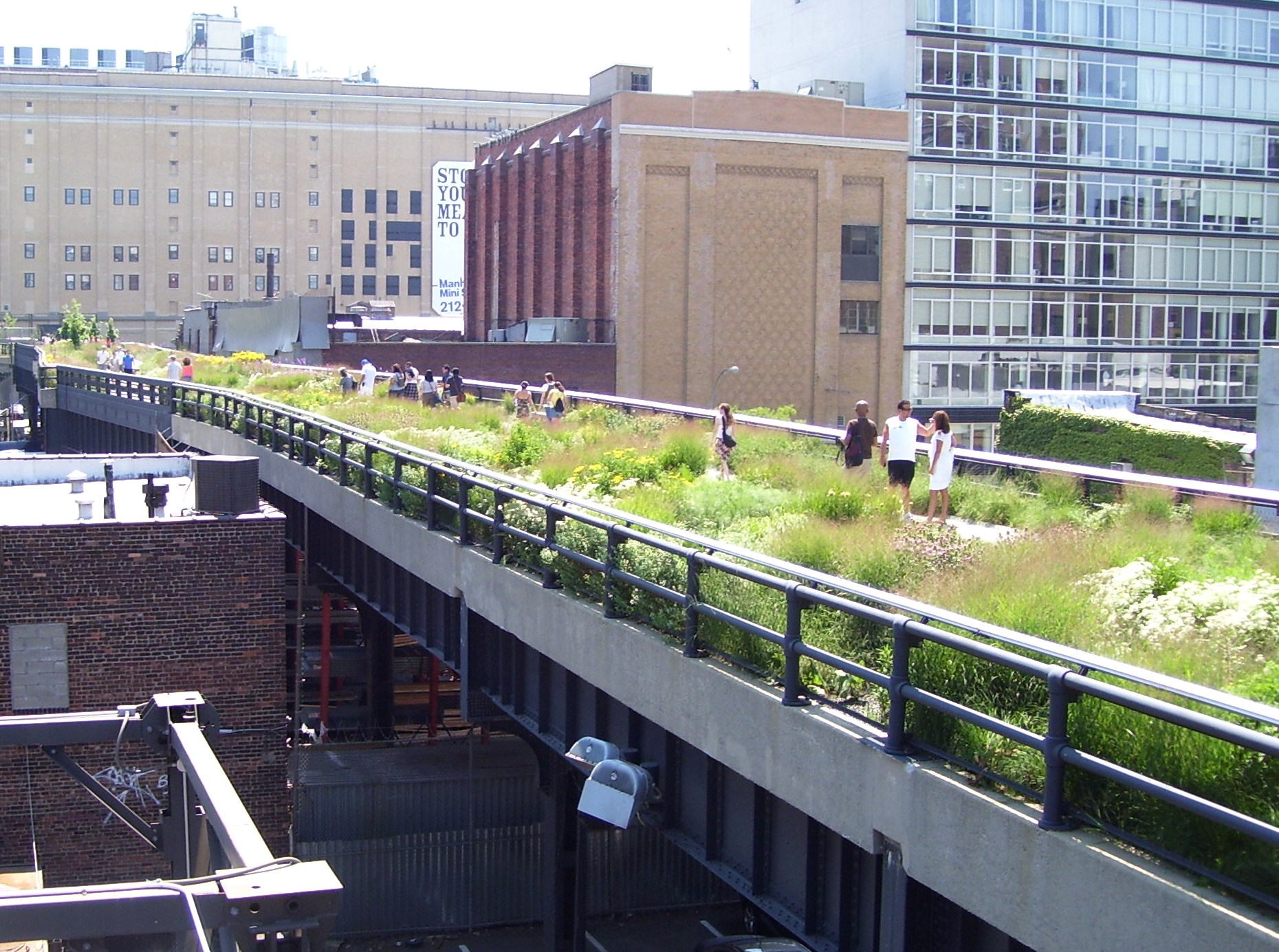
High Line 20th Street in direzione del centro città

### High Line (2006)
Nel progetto sviluppato per la High Line,  Oudolf si è affidato in modo preponderante a piante originarie della regione. Un modulo con un raggruppamento di piante erbacee con piante perenni è stato ripetuto su tutta la superficie, per illustrare come le piante crescono e si mescolano in un ambiente selvatico.

## Pubblicazioni
I suoi libri includono:
- Gardening With Grasses (1998) con Michael King e Beth Chatto
- Designing With Plants (1999) con Noel Kingsbury
- Dream Plants for the Natural Garden (2000, More Dream Plants) con Henk Gerritsen
- Planting the Natural Garden (2003) con Henk Gerritsen
- Planting Design: Gardens in Time and Space (2005) con Noel Kingsbury
- Landscapes in Landscapes (2011) con Noel Kingsbury
- Piantare: una nuova prospettiva (2013) con Noel Kingsbury[15]

‘I giardini di Piet Oudolf’ a cura di Claudia Zanfi/ Green Island, CorpoNove edizioni (BG), 2017
- Hummelo: A Journey Through a Plantsman's Life (2015) con Noel Kingsbury

## Riferimenti nella cultura di massa
Il documentario Five Seasons: The Gardens of Piet Oudolf diretto da Thomas Piper racconta i giardini progettati da Piet Oudolf attraverso cinque stagioni.

## Riconoscimenti
- Veitch Memorial Medal della Royal Horticultural Society (2002)
- Premio di eccellenza della Commissione per il design del verde pubblico di New York City (2004)[18]
- Premio Dalecarlica dei commissari del Parco Svedese (2009)[19]
- Onorificenza dell'Associazione dei paesaggisti professionisti